# Montes Huiarau
Os Montes Huiarau (em inglês: Huiarau Range) são uma cordilheira localizada na ilha Norte da Nova Zelândia. São parte de um grupo de montanhas que se estendem paralelas à costa leste, é uma extensão sul-ocidental dos Montes Raukumara, estendendo-se entre o extremo dessa cadeia e o planalto vulcânico da ilha Norte.